# Время-река
Время-река (срп. На обали неба) је трећи студијски албум руског поп певача Диме Билана који је објављен 2006.

## Списак композиција
На албуму се налазе следеће песме: